# Aspermont, Texas
Aspermont là một thị trấn thuộc quận Stonewall, tiểu bang Texas, Hoa Kỳ. Năm 2010, dân số của thị trấn này là 919 người.

## Dân số
- Dân số năm 2000: 1021 người.
- Dân số năm 2010: 919 người.